# وو يشانغ

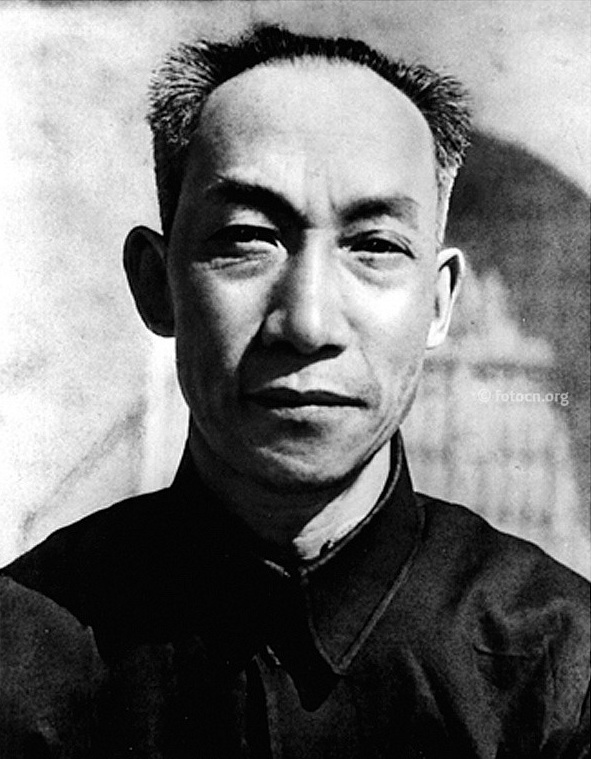

وو يوشانغ (في الصينية المبسطة: 吴玉章; في الصينية التقليدية: 吳玉章; في نظام بينيين: Wú Yùzhāng)؛ من مواليد 30 ديسمبر 1878، وتوفي سنة 12 ديسمبر 1966. كان سياسي صيني، مرب، ورئيس جامعة رينمين الصينية بين 1950-1966.

## السيرة الشخصية
وُلِد وو يوشانغ في منطقة رونغ في مقاطعة سيتشوان عام 1878. انضم إلى الحزب الشيوعي الصيني عام 1925. في الأربعينيات من القرن الماضي ، عندما كان في يانان ، كان هو ودونغ بيوو ، ولين بوكو ، وشو تيلي ، وشيه جيزاي يُطلق عليهم اسم يانان فايف سينيورز (延安 五 老).

## ميراث
تم تسمية كلية وو شونانغ ، وهي كلية بمرتبة الشرف في جامعة سيجوان ، على شرف وو شونانغ.

## روابط خارجية
- مقدمة لو يوتشانغ